# Gallirallus torquatus
Gallirallus torquatus là một loài chim trong họ Rallidae.